# 渡辺重範
渡辺 重範（わたなべ しげのり、1943年 - ）は、日本の法学者（憲法）・政治学者、早稲田大学名誉教授。憲法学・比較憲法学・比較政治制度論・国法学・選挙法・憲法史・教育論専攻。早稲田大学教育学部・大学院教育学研究科・早稲田大学政治経済学部・大学院政治学研究科で、憲法、比較憲法学、政治制度論、政治学、社会科学基礎研究の講義、演習、研究指導を担当、多くの門下生を育てた。主な門下生に、辻元清美（参議院議員）、山本譲司（元衆議院議員、ジャーナリスト）、高橋義人（中央学院大学教員）、樋口雄人（都留文科大学教員）、屋良栄作(沖縄県那覇市議会議員）、遠藤美奈（早稲田大学教育学部教員）、飛田綾子（東京医科歯科大学教員）、杉本篤史（東京国際大学教員）、吉田俊之(ジャーナリスト、元衆議院議員候補者・元参議院議員候補者）など。憲法学会理事や、文部省（文部科学省）教育職員養成審議会委員など要職を歴任した。2006年、早稲田大学総長選挙に出馬、白井克彦と早稲田大学総長の座を巡り、激しい選挙戦を展開したが、惜しくも白井に敗れた。早稲田大学政治経済学部出身の中でも鬼才中の鬼才といわれ、最優秀の成績で早稲田大学大学院政治学研究科に合格をして、その後早稲田大学教育学部教員となった。憲法学、比較憲法学、憲法政治学、選挙制度論の権威とされる。早稲田大学専任教員就任前には、大学受験予備校の人気講師としても活躍した。
「日本国憲法の変容過程」の研究で知られ、基本的人権と統治機構を座標軸として日本国憲法の変容過程を解明してきた。基本的人権については信教の自由と政教分離、表現の自由と知る権利、日本国憲法第13条と新しい人権（プライバシーの権利、環境権など）、平等権とアファーマティブアクション、適正手続条項と行政手続、人権の新たな体系化等を主として研究してきた。統治機構については国会、内閣、裁判所三権相互の関係、権力分立制、司法審査制、議院内閣制を主として扱ってきた。フェミニズム憲法学の視点を取り入れ、ジェンダー論も扱ってきた。1945年を境として1995年までの50年と、さかのぼって1895年（日清戦争が終わった年）までの50年の２つの50年の対比を通じて、日本国憲法体系と明治憲法体系の本質に迫る研究を進めた。1995年以降の改憲の問題を含めて、日本国憲法の将来の方向をも検証した。その点からも日本国憲法制定過程と第９条の問題は主要課題の一つであった。

## 来歴
東京生まれ。1968年早稲田大学政治経済学部政治学科卒業。同大学院政治学研究科博士課程中退。清水望に師事した。早稲田大学教育学部助教授、教育・総合科学学術院教授、1994年-1998年教育学部長、1998年より2006年まで早稲田大学常任理事（広報・学校担当）。2000年-2013年早稲田実業学校長。2013年定年退任。
1965-1966年、ドイツ連邦共和国ボン大学留学。1980-1981年、ボン大学交換教授。
2001年「ドイツ近代選挙制度史 制度史よりみたドイツ近代憲法史の一断面」で博士（政治学）（早稲田大学）。

## 早稲田大学経営幹部として
早稲田大学江沢民講演会名簿提出事件を巡り、警察に講演会の参加希望者リストを参加者本人に無断で提出したことについて、渡辺重範は「慣例で提出してきた」とコメント、憲法論のレベルで問題なかったとの認識を示している。
渡辺重範は2003年6月19日、スーパーフリー事件を巡り記者会見を開き、早稲田大学副総長（広報・学校担当）として「在籍する学生が反社会的行為事件を起こしたことを厳粛に受け止め、関係者におわびしたい」と謝罪した。
早稲田大学広末涼子入学騒動を巡っては、当時、早稲田大学教育学部長であった渡辺重範は、広末涼子の通う品川女子学院高等部の理事長と懇意であり、そして渡辺は広末の入学が発表される数ヶ月前から広末涼子は合格と発言していたと各メディアで報道された。
渡辺重範が早稲田実業学校校長在職中の2001年から2003年に行われた早稲田実業学校初等部の入学試験の2次試験（面接）で、面接担当だった奥島孝康が、同伴の保護者全員に300万～350万円の寄付金を要求した。これは募集要項記載の6～7倍の金額だった。東京都はこれを問題視し、学校側に改善通達を出した。しかし早稲田実業がこの改善通達を無視したため、東京都は同学校法人に対して2003年度経常費補助金の20%（約1億242万円）の返還を請求した。この高額寄付金要求事件により、早稲田実業は都や文科省から睨まれるようになったばかりか、保護者からも学校の拝金主義に対し厳しい目が向けられるようになったと指摘される。

## 憲法講義
渡辺重範が早稲田大学教育学部、早稲田大学政治経済学部で担当した「憲法」講義（４単位）の講義要項（シラバス）は以下の通り。

憲法 (渡辺 重範)
本年度のテーマは「基本的人権の保障と国家権力の限界」
である。このテーマにそって次の諸点を重点的に講義する
予定である。
1.比較の中の日本国憲法―近代憲法史における日本国憲法の
位置づけ(身分制社会から近代市民社会へ,フランス革命と近代
憲法,近代法から現代法へ)。/2.日本国憲法制定時の問題点
―明治憲法と概念,主権概念,押しつけ憲法。……四月
3.象徴天皇制―明治憲法下の天皇制システムとの対比及び
ドイツ型立憲君主制との対比/4.憲法第9条をめぐる諸問題
―第9条の主要憲法判例を通した憲法変遷過程,国際貢献と
自衛隊の海外派遣,平和の理念と技術……五月
5.選挙制度と投票価値の平等―選挙制度の国際比較,公正
な代表を求めて/6.基本的人権のカタログと体系化―新し
い人権の成立と特質――以上前期……六月-七月
7.基本的人権と公権力―表現の自由と公安条例,公共の福祉
,基本的人権の第三者効力
/8.信教の自由と政教分離―津地鎮祭判決,宗教的行事と
習俗的行事,制度的保障/9.プライバシーの権利と知る権利
/10.公務員と政治活動……十月
11.公害対策から環境保全へ―環境基本法と環境権/
12.適正手続条項と刑事被告人の権利……十一月
13.日本型統治システムと議院内閣制/14.構造的腐敗構造
と両議院の国政調査権/15.司法審査制と人権の保障
――以上後期……十二月-一月
以上の諸点を時間の許すかぎり簡潔に講義するが,
時間の関係上,濃淡はさけられない。

## 所属学会
憲法学会

## 著書
- 『ドイツ近代選挙制度史 制度史よりみたドイツ近代憲法史の一断面』成文堂　2000
- 『教育の復権を求めて』早稲田大学出版部　2001
- 『感性をみがく教育論』早稲田大学出版部　2003
- 『日常を生きる教育論』早稲田大学出版部　2005
- 『時代を紡ぐ教育論』早稲田大学出版部　2007
- 『早実スピリットの源流を求めて 時代を呼吸する教育論』恒文社　2010
- 『早稲田実業躍進の秘密』2011　朝日新書
- 『限りなく遙かなる旅路の果てに　バランス感覚のある人間を育てる教育論』　恒文社　2013
- 『日常と非日常　戦争とはなにか』ベースボール・マガジン社　2016

## 編著
- 『選挙と議席配分の制度』編著　成文堂　1989　現代政治学入門講座
- 『ドイツハンドブック』編　早稲田大学出版部　1997

## 翻訳
- G.ヨネスク『社会主義政治論』霜田美樹雄、竹花光範共訳　早稲田大学出版部　1975　現代政治学入門講座
- L.ウルフ=フィリップス『比較憲法論』清水望共訳　早稲田大学出版部　1976　現代政治学入門講座
- G.ライプホルツ『現代政党国家』清水望共訳　早稲田大学出版部　1977　政治理論叢書
- E.イェッセ『戦闘的民主主義』小笠原道雄共訳　早稲田大学出版部　1982

## 参考
- 早稲田実業　躍進の秘密　朝日新書　渡邉重範著　朝日新聞出版 2021年10月閲覧